# Irkeštamský průsmyk
Irkeštamský průsmyk je horský průsmyk v Ťan-šanu, na hranici mezi Kyrgyzstánem a Čínskou lidovou republikou. Leží na Hedvábné stezce v nadmořské výšce 3 300 m n. m. V průsmyku se nachází jeden z celkem dvou hraničních přechodů mezi oběma státy a vede přes něj silnice z kyrgyzského města Oš do čínského Kašgaru. Končí zde evropská silnice E60.